# 澳盛銀行
澳大利亚和新西兰银行集团有限公司（英語：Australia and New Zealand Banking Group Limited，簡稱ANZ、澳新銀行）是澳洲的一間銀行，為澳洲四大銀行之一，總部位於墨爾本。截至2018年12月，公司市值約為683.98億澳元。

## 歷史
1835年

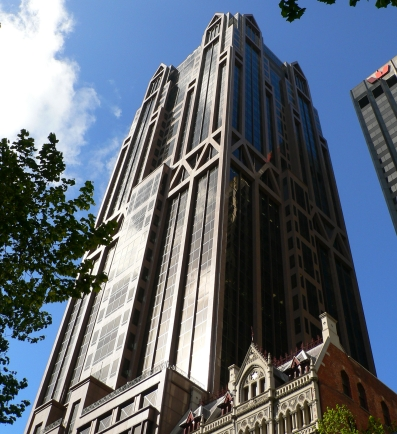
澳盛銀行全球總部大廈，位於墨爾本的皇后大道；出自著名建築師Peddle Thorp設計，為當今世界哥特式高層建築的典範。

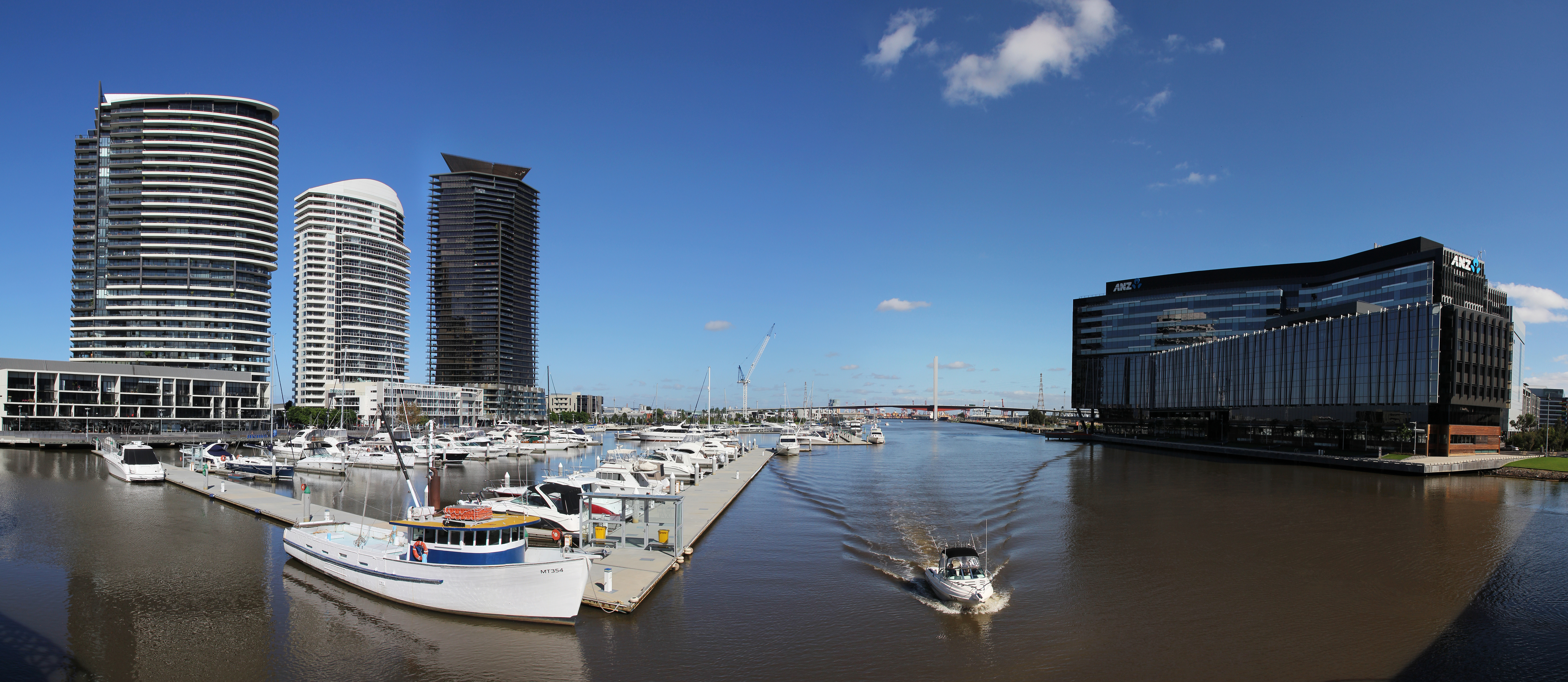
澳盛銀行位於墨爾本濱海港區的新行政總部大樓（圖右）

- 澳新銀行創始成員澳大利亞銀行在倫敦根據皇家憲章成立。

1837年
- 澳大利亞聯邦銀行的成立。

1852年
- 英格蘭，蘇格蘭及澳大利亞銀行於1852年成立。

1951年
- 澳大利亞銀行與澳大利亞聯邦銀行合併成立澳新銀行。

1966年
- 在所羅門群島霍尼亞拉開始業務。

1968年
- 在美國紐約開設辦公室。

1969年
- 在日本東京設立代表辦事處。

1970年
- 澳新銀行與英格蘭，蘇格蘭及澳大利亞銀行有限公司，合併成為現在的澳大利亞和新西蘭銀行集團有限公司
- 在瓦努阿圖開始業務。

1971年
- 在馬來西亞開設代表處

1976年
- 新西蘭（巴新）成立

1977年
- 澳新銀行由英國轉移到於澳大利亞成立

1979年
- 收購阿德萊德銀行

1980年
- 新加坡和紐約代表處升格為分行

1984年
- 購入建利銀行

1985年
- 收購巴克萊銀行在斐濟和瓦努阿圖的業務
- 獲得完整的商業銀行牌照，並在德國法蘭克福開分行
- 澳新銀行宣布開設新加坡有限公司
- 在泰國曼谷開設代表處

1988年
- 在庫克群島拉羅湯加開設分行
- 在法國巴黎開設分支機構

1989年
- 由新西蘭政府購買新西蘭郵政銀行

1990年
- 與雷曼兄弟公司達成戰略夥伴關係
- 收購國衛皇家銀行有限公司
- 收購勞埃德銀行在巴布亞新幾內亞的業務
- 收購新西蘭銀行在斐濟的業務
- 在西澳大利亞州收購城市和國家建築協會

1991年
- 收購西薩摩亞銀行百分之75
- 在菲律賓開設代表處

1993年
- 合資建立印尼PT帕寧銀行，
- 在越南河內開設分行和在胡志明市開設代表處
- 在設立中國上海分行，並在廣州設立代表處
- 在湯加開始業務

1995年
- 在菲律賓馬尼拉開設商業銀行業務分行

1996年
- 澳新銀行在越南胡志明市開設其第二支行

1997年
- 約翰麥克法蘭委任行政總裁
- 澳新銀行推出電話銀行
- 中國北京分行正式開幕
- 西薩摩亞銀行更名為澳新銀行（薩摩亞）

1998年
- 收購印尼PT帕寧銀行股權

1999年
- 澳新銀行推出網路銀行
- 澳新銀行與E *澳大利亞貿易網宣布在網上股票買賣服務結成戰略聯盟
- 購入美屬薩摩亞銀行

2000年
- 澳新銀行出售其格林德利斯企業在中東和南亞，以及相關的格林德利斯私人銀行業務給渣打銀行
- 由中國人民銀行授予當地貨幣（人民幣）牌照

2001年
- 收購吉里巴斯銀行的75％股權
- 澳新銀行東帝汶分行開幕

2002年
- 形式與荷蘭國際集團在澳大利亞和新西蘭合資基金管理和人壽保險業務
- 在澳大利亞澳新銀行網上銀行第100萬客戶註冊
- 收購夏威夷銀行在斐濟、瓦努阿圖和巴布亞新幾內亞的業務

2003年
- 從萊斯公司收購新西蘭國民銀行
- 與上海農村信用合作社聯盟簽署合作協議
- 在菲律賓與Metrobank合資進入信用卡企業
- 發布澳大利亞的首次成人金融文化調查

2004年
- 創紀錄的經營稅後利潤澳元二千八百十五百萬
- 與皇家集團在柬埔寨建立合資銀行
- 連續第五個年頭為個人投資雜誌的年度指定銀行

2005年
- 與越南薩康銀行戰略聯盟
- 在新喀裡多尼亞努美阿開設代表處，
- 為500低收入人士延長SaverPlus匹配儲蓄計劃

2006年
- 完成在中國天津城市商業銀行20％的投資
- 達到對企業責任指數預期排名前3
- 對低收入人士推出進展貸款計劃，
- 承諾發布和解聲明

2007年
- 任命邵銘高擔任首席執行官
- 達到全球銀行排名中領先的道瓊斯可持續發展指數的預期
- 完成收購 澳大利亞貿易
- 在馬來西亞的阿馬證券控股有限公司，中國的上海農村商業銀行，越南胡志明市法團證券和老撾澳新萬象商業銀行完成投資。

2008年
- 首先推出iPhone上應用的銀行業務goMoney，用戶可以iPhone查看帳戶資料，轉帳，付款等

2010年
- 澳大利亚和新西兰银行（中国）有限公司成立

2012年
- 10月28日吞并新西兰国家银行

2016年
- 星展銀行宣佈，以約新幣1.1億元 （約新台幣25億元），收購澳盛銀行在台灣、新加坡、香港、中國大陸以及印尼等5市場的個人金融與財富管理業務。

2017年
- 12月12日澳新銀行以28.5億澳元（21億美元）出售旗下OnePath保險給蘇黎世保險

## 亞洲業務
- 自1970年展開香港業務；印尼則為1973年；新加坡1974年；臺灣1980年；菲律賓1990年；及越南1993年。
- 2009年11月20日完成收購蘇格蘭皇家銀行在菲律賓的企業金融業務。
- 2009年12月7日完成收購蘇格蘭皇家銀行在越南的企業金融業務。
- 2010年3月20日完成收購蘇格蘭皇家銀行在香港的零售、財富管理及商業業務。
- 2010年4月19日完成收購蘇格蘭皇家銀行在臺灣的零售、財富管理、商業業務以及企業金融業務。
- 2010年4月19日宣佈，中文名稱正式更名為「澳盛銀行」。
- 2010年5月15日完成收購蘇格蘭皇家銀行在新加坡的零售、財富管理及商業業務。
- 2010年6月14日完成收購蘇格蘭皇家銀行在印尼的零售、財富管理及商業業務。
- 2016年10月31日星展銀行宣布將以高於帳面價值約星幣1.1億元， 折合新台幣約24億元，收購澳盛銀行在台灣、新加坡、香港、中國大陸以及印尼等5大市場的個人金融與財富管理業務。[2]
- 2016年11年09日澳盛銀行亞太區(含台灣)信用卡部門轉交給星展銀行，其本體將轉往澳洲及歐美區經營。[3]
- 持有馬來西亞的第五大銀行AM銀行24%(7億1千680萬股股票)
- 持有印尼ANZ银行印尼有限公司(ANZ Indonesia).100%股份
- 持有印尼泛印银行(Panin Bank).39.2%股份
- 持有天津銀行11.9%股份
- 2017年1月4日澳新銀行以18.4億澳元，折合約13.2億美元（約102億港元）（人民币91.9亿元），出售所持有的上海农村商业银行20%股份给上海中波企业管理發展公司和中國遠洋海運集團
- 2017年12月，台灣澳盛全數併入台灣星展銀行，退出台灣市場。

## 分行

### 香港
於1970年開設香港辦事處，現時設有6間分行。提供企業銀行、商業銀行及零售銀行，以及本地及外幣貸款、私人銀行、財富管理，外匯及貿易融資服務。香港分行也是ANZ亞洲東北部地區業務的總辦事處，其中包括中國大陸、日本、臺灣及韓國。2016年，星展銀行宣佈，以約新幣1.1億元 （約新台幣25億元），收購澳盛銀行在台灣、新加坡、香港、中國大陸以及印尼等5市場的個人金融與財富管理業務。

### 臺灣
- 澳盛銀行集團於1980年在臺北市成立第一家分行。
- 與蘇格蘭皇家銀行簽訂協議，於2009年取得荷蘭銀行在台灣之個人金融、商業金融及企業金融業務；另於2010年取得荷蘭銀行在台灣之私人銀行業務，擴大在台營運規模[4]。
- 2013年，澳盛銀行以子行的方式成立澳盛（台灣）商業銀行，於台灣主要城市擁有14個營業據點。
- 2016年，澳盛（台灣）商業銀行信用卡、個人金融業務等全數轉交給星展（台灣）商業銀行。
- 2017年12月，澳盛（台灣）商業銀行全數轉交星展（台灣）商業銀行，澳盛銀行撤出台灣個人金融市場。[5]

## 外部連結
- 澳盛銀行 （页面存档备份，存于）
- 澳盛台灣銀行 （页面存档备份，存于）
- 澳新银行中国 （页面存档备份，存于）